# Renée Girod
Renée Girod, född 2 juli 1887 i Genève, död där 12 september 1962, var en schweizisk läkare och kvinnorättsaktivist. Hon var ordförande för International Council of Women 1940–1945 som ställföreträdare för den ordinarie ordföranden, som inte kunde utföra sitt arbete på grund av ockupationen av Belgien under andra världskriget.
Hon var verksam som sjuksköterska under första världskriget. Hon blev läkare 1927, och var sedan socialt verksam och engagerad i frälsningsarmén och Bund Schweizerischer Frauenvereine. 